# بی‌دی-۱۰°۳۱۶۶
بی‌دی-۱۰°۳۱۶۶ یک ستاره است که در صورت فلکی پیاله قرار دارد.